# Adelperga
Adelperga fue una noble lombarda que vivió en el siglo VIII. Fue hija del último rey de los lombardos, Desiderio, y su esposa Ansa.
Tuvo cuatro hermanos:
- Anselperga (o Anselberga), abadesa de San Salvatore.
- Liutperga (también Liutpirc o Liutberga), casada con Tasilón III de Baviera.
- Desiderata o Gerperga (o Gerberga), casada con Carlomagno en 770,[1] y divorciados en 771.
- Adelchis (o Adalgis), patricio en Constantinopla.

Alrededor de 757 se casó con Arechis II, noble lombardo que más tarde sería nombrado Duque de Benevento por su suegro Desiderio. Tras la derrota sufrida por su padre a manos de Carlomagno, y la consiguiente desaparición del reino lombardo, los duques de Benevento pasaron a denominarse Príncipes de Benevento. Tuvieron cinco hijos: tres varones y dos mujeres.
Como duquesa y posteriormente princesa de Benevento, Adelperga y su marido fomentaron mucho la cultura. Es sabido que Adelperga fue mecenas del más importante escritor lombardo, Pablo el Diácono, para que desarrollara su Historia Romana, un texto sobre la historia de Roma que fue ampliamente usado durante el resto de la Edad Media.